# Jan Heylen
Jan Heylen (ur. 1 maja 1980 w Geel) – belgijski kierowca wyścigowy.

## Kariera
Heylen rozpoczął karierę w wyścigach samochodowych w roku 2001, od startów w Festiwalu Formuły Ford oraz w Formule Ford Slick 50. W Slick 50 dorobek 108 punktów uplasował go na jedenastej pozycji w klasyfikacji generalnej, zaś w festiwalu był czternasty. W późniejszych latach startował także w Brytyjskiej Formule Ford, Masters of Formula 3, Hiszpańskiej Formule 3, Formule 3 Euro Series, Formule 3000, Niemieckiej Formule 3, Dutch Winter Endurance Series, Belcar, Mégane Trophy Eurocup, Champ Car World Series, Belgian GT Championship, ADAC Volkswagen Polo Cup, Grand American Rolex Series, Firestone Indy Lights, Belgian Touring Car Series, Blancpain Endurance Series, FIA GT3 European Championship, Trans-Am, Pirelli World Challenge, American Le Mans Series oraz w Grand-Am – Continental Tire Sports Car Challenge.
W Formule 3 Euro Series wystartował w 2003 roku z niemiecką ekipą Team Kolles. Jednak w żadnym z czternastu wyścigów, w których wystartował, nie zdołał zdobyć punktów.